# Дженевез-Кая (Гурзуф)
Дженеве́з-Кая́ (крим. Cenevez Qaya — «Генуезька скеля») — скеля біля входу в Гурзуфську бухту на Південному березі Криму. Висота Генуезької скелі становить 70 метрів над рівнем моря. Майже вся скеля належить до території дитячого табору Артек.

## Назва
Своєю назвою («Генуезька скеля») скеля завдячує фортеці, збудованій на ній генуезцями.

## Геологічне походження
Скеля Дженевез-Кая сформувалася внаслідок відторгнення від Головного пасма Кримських гір. При потужних землетрусах іноді утворюються колосальні обвали і відторгнення від крутого південного окрайка гірського пасма. Спочатку вапнякові брили, що відірвалися від гірського масиву, лежали біля підніжжя яйли, а потім зсувами переміщувалися все нижче і нижче. На відміну від тих переміщених масивів, які й зараз розташовані недалеко від обривів Головного пасма, Дженевез-Кая сповзла до самісінького узбережжя.

## Особливості скелі

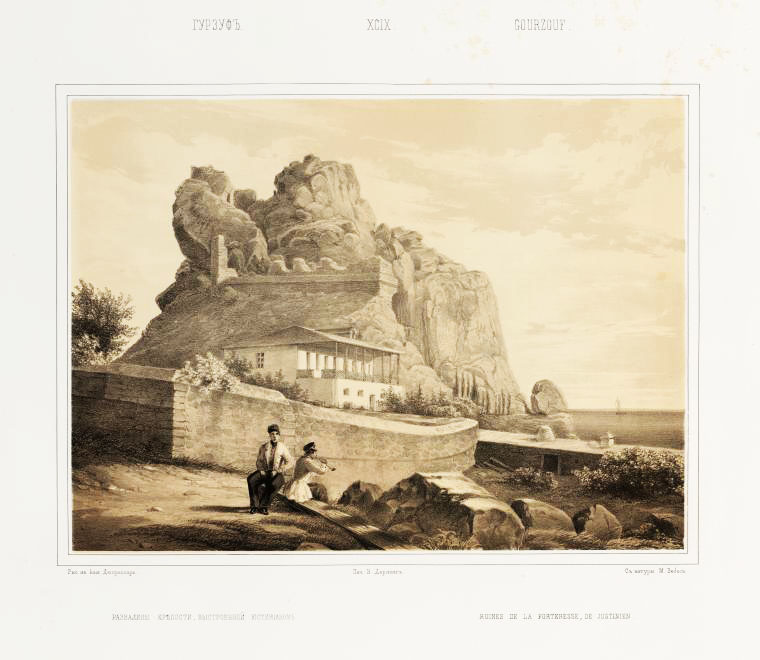
Скеля Дженевез-Кая й руїни фортеці. Ілюстрація з видання 1851 р.

У далекому минулому скеля Джневез-кая були з'єднана сухопутним перешийком з острівцями Адаларами. Зараз він під водою.
Скелю розділяє на дві нерівні частини розщелина. Після того, як вапняковий моноліт розсікся надвоє, він став потроху розвалюватися на шматки, в результаті чого утворилися неприступні скелі химерної баштоподібної форми. З плином часу розщелина заповнилася брилами і дрібним уламковим матеріалом, а потім жовто-бурою глиною, яка поступово затягла всю поверхню кам'яного навалу. Далі з рослинного перегною і гуано сформувався цілий пласт чорного і жирного ґрунту, яким покритий суглинок. Серед скель утворився крутий, але відносно рівний зігрітий сонцем схил, укритий від холодних вітрів, із затишними закутками між кам'яними брилами.

## Людська діяльність

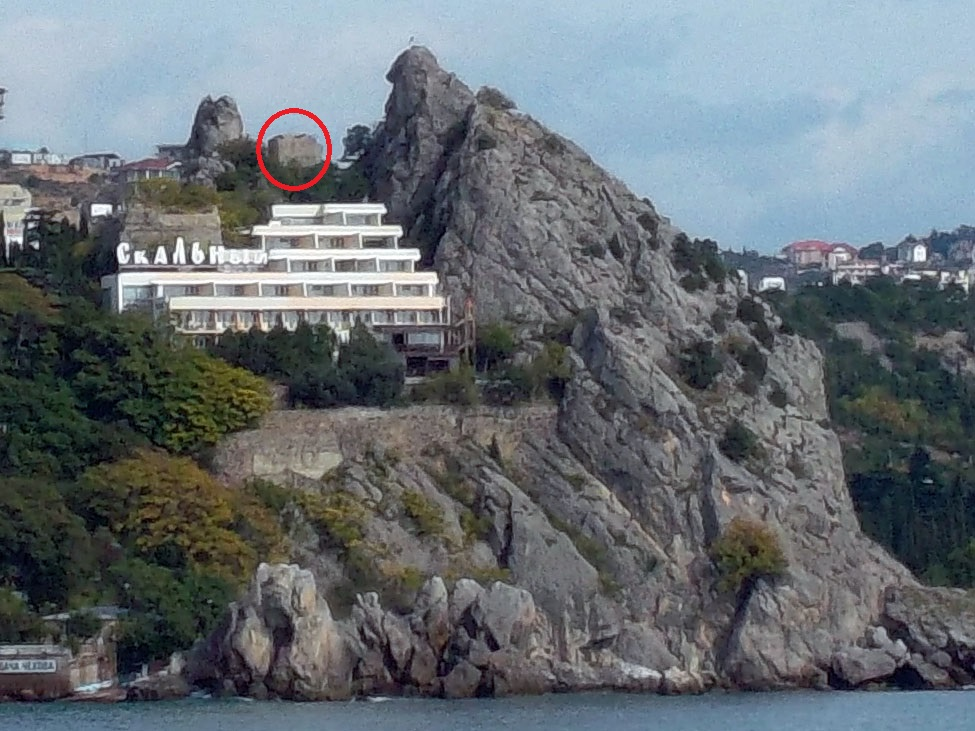
Скеля Дженевез-Кая в Гурзуфі зі штучним третім відрогом

Археологічні дослідження свідчать, що на скелі Дженевез-Кая люди селилися, щонайменше, з часів раннього енеоліту. Також були знайдені сліди житла і посуду таврів (VII–VI ст. до н. е.). У VI ст. візантійці побудували тут фортецю, яка в XIV ст. була відроджена генуезцями й зруйнована в 1475 році турками.
На початку XX ст. у товщі Дженевез-Кая на висоті 40 метрів від рівня моря було прорубано тунель завдовжки близько 15 метрів. Його отвір на скелі добре видно з моря. Також тоді планувалося прокласти від скелі Дженевез-Кая на Адалари підвісну канатну дорогу. Наприкінці 60-х років XX ст. на скелі збудували артеківський готель «Скельний».
В останні роки минулого століття звичний «дворогий» вигляд скелі дещо змінився: між двома відрогами з'явився невеличкий третій ріг, завдяки чому скеля стала нагадувати про український герб (Тризуб). Але причина появи нового виступу скелі доволі прозаїчна: через перебої з водопостачанням для мешканців готелю на скелі встановили цистерну, задля маскування обтягнуту металевою сіткою і обштукатурену.

## У культурі
Оскільки скеля Дженевез-Кая є природною домінантою гурзуфської бухти, вона була зображена на роботах майже всіх художників, які працювали в Гурзуфі.
У тунелі скелі знімали епізод кінофільму «Академія пана Ляпки». [Архівовано 8 серпня 2015 у Wayback Machine.]